# Shane Maquemba
Arnaldo Germano Maquemba (Luanda, 23 de Fevereiro de 1994) mais conhecido pelo nome artístico de Shane Maquemba é um cantor e compositor angolano conhecido por fazer vários estilos desde RnB, Samba, Trap, Rap, Getho Zouk and Soul Music 

## Infância e adolescência
Shane Maquemba nasceu no distrito da Ingombota e cresceu em Cacuaco, município em que iniciou a sua carreira. O artista começou a inclinar-se para o mundo da música aos 11 anos de idade. Interpretou músicas de Michael Jackson para os seus colegas do ensino secundário. Desde então, contou com o incentivo de seus amigos e familiares mais próximos alargando o seu número de apreciadores com o seu talento e carisma. 

## Carreira
Em 2011 deu início à sua carreira profissional ao gravar a música Acredita com os Senhores do Monte e o renomado artista Angolano Dji Tafinha
Em 2015 o cantor ficou popularmente conhecido após a sua interpretação da música Happy de Pharrell Williams no concurso The Voice Angola e no mesmo ano lançou o seu primeiro hit Morééé. 
Em 2017 o cantor teve a sua primeira tournée em Portugal o que gerou a sua indicação como rosto da bebida energética Extreme em Portugal e o seu convite para actuar em outros países como Suécia, Estônia e Finlândia após brindar-nos com o sucesso Saco Vazio que teve a participação de Bass. Ainda no mesmo ano o cantor uniu-se aos colegas e abraçou o projeto de apoio a alguns centros de acolhimento em Angola atuando no Festival Beneficente Gerando Sorrisos realizado pela Associação Gerando Sorrisos e a Kilamba City Music.e ano seguinte lançou o hit Magoga. Em 2019 recriou grandes sucessos como Meu Amor, Princesa (com participação de Rui Orlando) e uma versão da música Amor Perfeito de Roberto Carlos. 
Adicionalmente, durante a sua carreira Shane Maquemba já trabalhou com vários cantores como Edmazia, Dj X-Trio, Kanda, Cabo Snoop, Dji Tafinha, Bass, Beathoven, MDO, MB Brothers, Gelci Bee, Ney B, Babilônia, Dj Show, Cerebro Fat, Master Face, Yang Halla, entre outros. A sua paixão pela música ao vivo e o romantismo de suas letras o tornam uma preferência em várias celebrações de casamentos pelo país.
Por demanda do seus fãs, Shane Maquemba encontra-se na preparação da sua primeira obra discográfica intitulada Certeza.[carece de fontes?]

## Prémios
Premiado com a distinção de melhor cantor no concurso Moda Cacuaco 2016